# Волянський Олег-Мирослав
Волянський Олег-Мирослав (нар. 15 квітня 1914, Коломия — 9 березня 2004, Кергонксон, США) — лікар-психіатр, громадський діяч, активний член української громади США, президент Українського Лікарського Товариства Північної Америки (1971—1973), директор психіатричних шпиталів у США.

## Життєпис
Волянський народився 15 квітня 1914 року в Коломиї на Станіславівщині, у родині професора гімназії Павла Волянського. Його мати Галина походила з роду Витвицьких. Після закінчення Української гімназії в Перемишлі, здобув вищу медичну освіту в Познані, Польща. У 1943 році нострифікував свій диплом в Берлінському університеті, лікував наших людей у таборах для біженців у британській зоні Німеччини.
У 1950 році емігрувавши з родиною до США, працював у психіатричних лікарнях штату Ню-Йорк. Невдовзі склав іспит перед Американською комісією психіатрії і неврології. До виходу на пенсію у 1980 році був директором кількох психіатричних лікарень, водночас вів приватну практику і наукову працю. Довгі роки очолював Відділ Західного Гадсону Американської психіатричної асоціації та Американську асоціацію психіатричних адміністраторів, належав до Українського і Польсько-Американського лікарських товариств, до НТША, УВАН та Українського Історичного товариства.
Волянський автор багатьох наукових праць і публіцистичних статей українською і англійською мовами, відзначений дипломом як «Визначний американець українського походження».
Був автором статей на важливі громадсько-політичні теми у газеті «Свобода». Останні 15 років Волянський був членом Головної управи Українсько-Американської Координаційної Ради.
Очолюючи у 1970-их роках Головну управу Українського Лікарського Товариства Північної Америки. Волянський рішуче звернув увагу західної медичної спільноти на переслідування дисидентів у СРСР. Саме акції Волянського від імені Американської психіатричної асоціації спричинилися до того, що Світове об'єднання психіатрів виключило зі своїх рядів совєтських псевдо-лікарів.
Керував у Кергонксоні місцевим хором «Золотий гомін», як композитор-аматор створював пісні-романси.
Помер Олег-Мирослав Волянський у вівторок, 9 березня 2004, у Кергонксоні (штат Нью-Йорк).
Панахида відбулась у Кергонксоні, похоронений 13 березня, на цвинтарі Святого Духа у Гемптонбурзі (Нью-Йорк).

## Сім'я
Удвох з дружиною, колишньою редакторкою «Свободи» Людмилою (з київського роду Шарих), виховали п'ятьох дітей — Лілею, Богдану, Тараса, Ігора і Лева. Лілея — українська співачка (сопрано) та художниця у Канаді, Богдана — українська музично-громадська діячка у США.
Брат — Богдан-Маркіян, лікар-патологоанатом, український громадський діяч в Канаді.